# Thomas A. Kennedy
Dr. Thomas A. "Tom" Kennedy, född 1955, är en amerikansk företagsledare som var senast styrelseordförande för den amerikanska vapentillverkaren Raytheon Technologies Corporation. Innan dess var han styrelseordförande och VD för föregångaren Raytheon Company mellan 2014 och fram tills Raytheon Company och United Technologies Corporation fusionerades med varandra.
Kennedy avlade kandidatexamen i elektroteknik vid Rutgers, The State University of New Jersey; en master of science i elektroteknik vid USA:s flygvapens egna lärosäte, Air Force Institute of Technology och doktorexamen i ingenjörsvetenskap vid University of California, Los Angeles (UCLA).
Han är i grunden kapten inom USA:s flygvapen, som fick en chefsanställning i maj 1983 hos Raytheon i deras avdelning Space and Airborne Systems, som har hand om bland annat vapensystem i rymd och luft och radar- och sensorsystem för stridsflygplan, rymdfarkoster och örlogsfartyg. Han var på olika chefspositioner inom avdelningen fram till juni 2010 när han blev president för koncernens avdelning Integrated Defense Systems, som utvecklar och tillverkar bland annat luft- och missilförsvar, land- och sjöbaserade radarsystem och lednings/sambandscentraler och dess kommunikationssystem. I april 2013 blev han utnämnd som koncernens exekutiv vicepresident och COO. Den 15 januari 2014 meddelade Raytheon att koncernens styrelseordförande och VD William H. Swanson skulle lämna sin vd-post den 31 mars 2014 och man hade valt Kennedy som ersättaren. Den 28 juli 2014 meddelade Raytheon att Swanson skulle sluta som styrelseordförande för koncernen den 1 oktober och man hade utsett Kennedy som efterträdaren.